# Piotrowo (powiat szamotulski)
Piotrowo – wieś sołecka w Polsce, położona w województwie wielkopolskim, w powiecie szamotulskim, w gminie Obrzycko.
W latach 1975–1998 wieś należała administracyjnie do województwa poznańskiego.

## Integralne części wsi
| SIMC    | Nazwa  | Rodzaj    |
| ------- | ------ | --------- |
| 0592064 | Modrak | część wsi |
| 0592070 | Nowina | część wsi |

## Historia

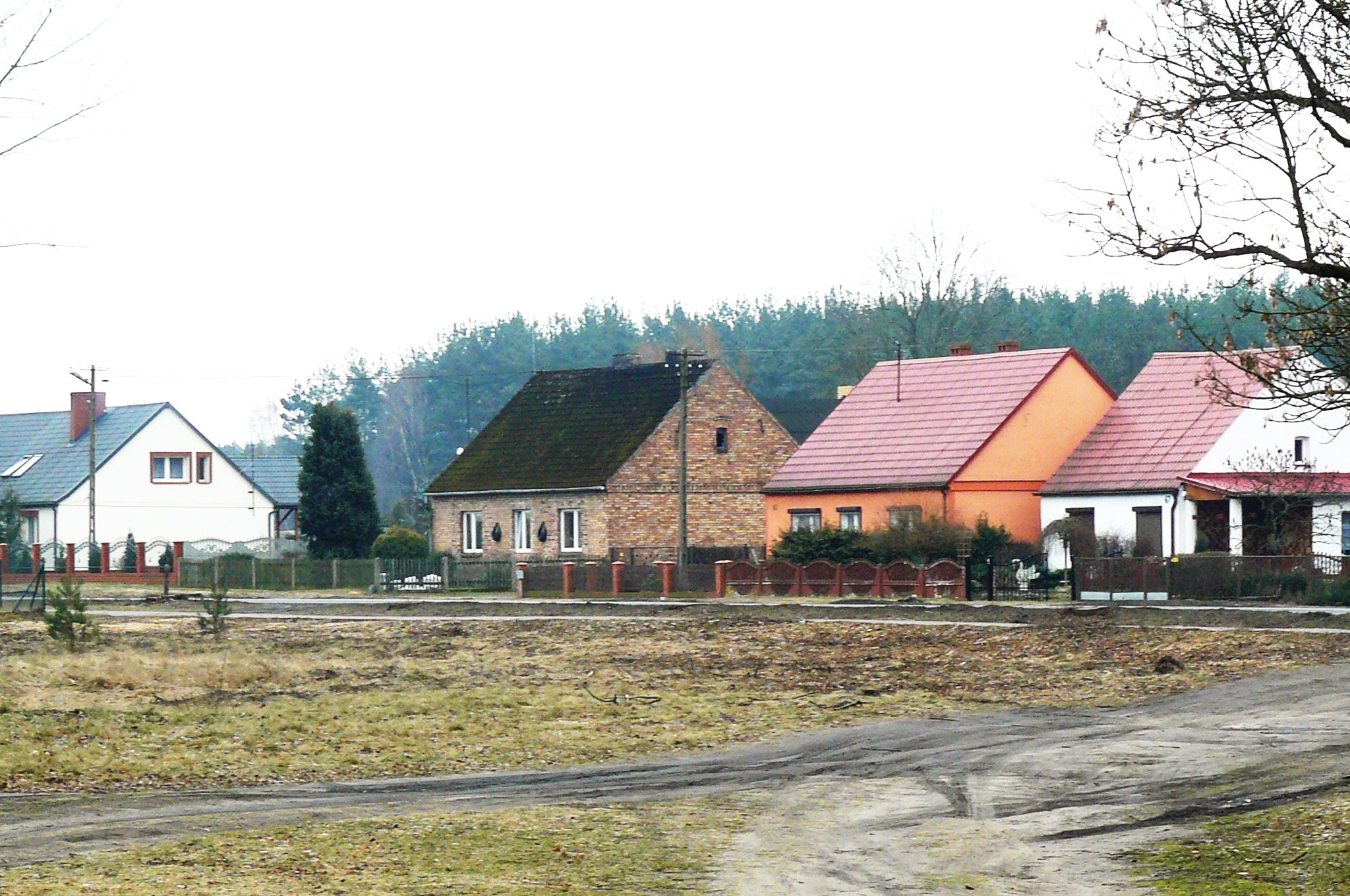
Jeden z centralnych placów

Wieś pierwotnie związana była z Wielkopolską. Ma metrykę średniowieczną i istnieje co najmniej od drugiej połowy XIII wieku. Po raz pierwszy odnotowana została w łacińskim dokumencie z 1280 jako "Pothrowo", w 1280 (wg kopii z 1493) "Pochunowo", a w 1432 "Potrowye".
Miejscowość była początkowo własnością książęcą, przejściowo kościelną w posiadaniu zakonu dominikanów z klasztoru we Wronkach, a później szlachecką należącą do Obrzyckich. W 1495 wieś leżała w powiecie poznańskim województwa poznańskiego w Koronie Królestwa Polskiego i prawdopodobnie należała do parafii Obrzycko.
Pierwszy zapis pochodzi z 1280 z dokumentu wystawionego przez księcia wielkopolskiego, późniejszego króla Polski, Przemysła II. Nadał on klasztorowi dominikanów we Wronkach dochody ze wsi Piotrowo, lokowanej na prawie niemieckim.  Dochody te dominikanie mogli pobierać tak długo, dopóki nie wybudują z cegły swojego kościoła oraz klasztoru we Wronkach. Książę zezwolił także dominikanom założyć w Piotrowie cegielnię, wycinać drzewa w lasach książęcych z wyjątkiem drzew, na których były barcie, a także zezwolił im na łowienie ryb w jeziorze Wrzecień.
Wieś jest poświadczona w XV wieku tylko jedną wzmianką z 1432 kiedy to Piotr Obrzycki z Połajewa i Piotrowa toczył spór sądowy z Janem i Jakubem z Sepna. W rejestrach poborowych z XVI wieku wieś Piotrowo nie figuruje i prawdopodobnie w średniowieczu opustoszała. Według teorii historycznej w miejcu opuszczonej, średniowiecznej osady w 1613 lokowano ponownie wieś o nazwie "Petrawe" zwaną także Piotrowo z kościołem ewangelickim. W XVII i XVIII wieku wieś Piotrowo koło Obrzycka wymieniana była już regularnie w transakcjach dotyczących dóbr Obrzycko. Na mapie Gillyego z końca XVIII wieku widoczna jest wieś o zabudowie zwartej, w kształcie charakterystycznej dla Wielkopolski owalnicy.
Wskutek II rozbioru Polski w 1793, miejscowość przeszła pod władanie Prus i jak cała Wielkopolska znalazła się w zaborze pruskim.

## Zabytki
W północnej części stoi szachulcowy kościół Serca Jezusowego (dawnej protestancki). W jego pobliżu dwa zabytkowe domy (nr 61 i 62) z początków XX wieku. Najstarszym domem jest nr 53 (szachulcowy). Pod numerem 43 (klub) znajduje się dawny zajazd.